# Wikisource
Wikisource is een project van de Wikimedia Foundation dat zich richt op het verzamelen van bronmateriaal. Het project heeft hiermee als doel om een vrij wikiwikicompendium van primaire bronnen (primary source texts) in elke taal te worden en om vertalingen van deze bronteksten te creëren. Alle teksten die op Wikisource worden gepubliceerd, dienen onder een vrije licentie te staan of bij het publiek domein te horen.
Het project is geïnspireerd op Project Gutenberg, waarin bronnen van boeken, gedichten en andere soorten literaire werken verzameld zijn. Het merendeel van deze bronnen is vrij te gebruiken, aangezien ze in het publieke domein zijn beland doordat het auteursrecht is verjaard of omdat de oorspronkelijke auteurs de rechten zelf hebben vrijgegeven. Wikisource heette in de beginstadia van zijn bestaan dan ook Project Sourceberg. Op 6 december 2003 werd er na een opiniepeiling definitief besloten om de naam Wikisource te gebruiken. Dit werd voornamelijk gedaan om het verschil tussen Gutenberg en Wikisource aan te geven en om de naam gelijk te trekken met die van andere Wikimediaprojecten.

## Geschiedenis
Wikisource werd op 24 november 2003 gelanceerd onder de tijdelijke URL sources.wikipedia.org. De allereerste tekst die er werd geplaatst was die van de Universele Verklaring van de Rechten van de Mens. Toen definitief bekend was dat het project onder de naam Wikisource verder zou gaan, werd wikisource.org in gebruik genomen.
Hiervoor werden de voorbeeldbronnen geplaatst op ps.wikipedia.org, waarin de ps zou moeten verwijzen naar Project Sourceberg. Ps staat echter ook voor de taal Pashto en belemmerde zodoende dat er een eigen Wikipedia in deze taal kon komen. Alle voorbeeldteksten werden daarom op 24 november verplaatst van ps.wikipedia.org naar de tijdelijke URL sources.wikipedia.org.
Na twee weken had het project 1000 bronnen en meer dan 140 gebruikers.

## Subdomeinen per taal
Tot 2005 kende Wikisource, anders dan de meeste Wikimediaprojecten, geen onderverdeling in subdomeinen per taal. Op 23 augustus 2005 maakte Brion Vibber de eerste veertien taalversies.
Inmiddels kent Wikisource versies in meer dan zestig talen. Daarnaast worden ook nog een aantal talen gehost op wikisource.org. Deze "oude wikisource" dient als "incubator" of als basis voor talen die nog geen eigen subdomein hebben.

## Mission statement
Op de eerste internationale conferentie van Wikisource in Wenen is op 22 november 2015 voor en door alle Wikisources in de wereld een mission statement vastgesteld: 

Provide an open online universal repository of free texts and primary sources, collaboratively curated by volunteer communities in all languages, integrated with Wikipedia, Wikimedia projects, and other sources, reusable by all.
(Het verschaffen van een universele open online verzameling van vrije teksten en primaire bronnen, gezamenlijk onderhouden door gemeenschappen van vrijwilligers in alle talen, geïntegreerd met Wikipedia, de Wikimedia-projecten en andere bronnen, en te gebruiken door iedereen.)